# Saab 340 AEW&C
Saab 340 AEW&C je švedski vojni zrakoplov namijenjen kontroli zračnog prostora i ranom upozoravanju (AEW&C). Temelji se na platformi putničkog zrakoplova Saab 340 te u švedskom ratnom zrakoplovstvu nosi oznaku S 100B Argus. Ime je dobio po divu Argusu iz grčke mitologije koji je imao tisuću očiju te je mogao vidjeti sve.

## Karakteristike radara
Avion na krovu ima postavljenu radarsku antenu težine 900 kg i dužine 9 metara. Riječ je o Erieye radaru kojeg proizvodi Ericsson. Od klasičnih radarskih antena se razlikuje po tome što je fiksna te se ne može rotirati (u odnosu na radare okruglog oblika). Njegova radarska frekvencija iznosi od dva do četiri GHz. Radar u misiji protiv borbenog aviona može pokriti područje od 250 km a u neborbenim misijama do 450 km. Osim na krov aviona, Erieye se može postaviti i na vojne brodove.
Napajanje tako napredne elektroničke opreme se vrši preko plinske turbine snage 60 kW dok se velika temperatura koju stvaraju računalni sustavi "prikriva" kroz izmjenjivač topline koji je smješten u prtljažnom prostoru aviona.

## Operativna povijest
Švedska avio industrija Saab AB je dosad proizvela osam zrakoplova Saab 340 AEW&C. Od te brojke, njih šest koristi domaće ratno zrakoplovstvo. Četiri aviona je opremljeno s Erieye radarom dok se dva aviona koriste za zračni transport tijekom mirnodopskih vremena. Zrakoplovi tamo nose oznaku S 100B Argus. U srpnju 2006. švedske zračne snage i Saab AB su sklopili ugovor o nadogradnji dva postojeća aviona s opremom za misije nadzora i surađivanja u međunarodnim vojnim akcijama.
Dva zrakoplova Saab 340 AEW&C s Erieye radarom su posuđena grčkim zračnim snagama koje su ga istekom posudbenog roka vratile jer se preferirao brazilski Embraer R-99.

## Inačice
- Saab 340B AEW / S 100B Argus: model s Erieye radarom namijenjen švedskim zračnim snagama. Model FSR-890.
- Saab 340B AEW-200 / S 100D Argus: model s Erieye radarom. Model IS-340.
- Saab 340B AEW-300 / S 100D Argus: model s Erieye radarom. Model ASC-890.

## Korisnici

### Postojeći korisnici
- Švedska: švedske zračne snage koriste šest zrakoplova (po dva FSR 890, ASC 890 i FSR TP modela).
- Tajland: u studenom 2007. Tajland je izrazio namjeru da kupi dva S 100B AEW zrakoplova od švedskih zračnih snaga. Danas Kraljevske tajlandske zračne snage koriste dva aviona čija je isporuka dovršena u listopadu 2012.[3][4]
- Ujedinjeni Arapski Emirati: ratno zrakoplovstvo UAE-a je naručilo dva Saab 340 AEW&C zrakoplova.[5]

### Bivši korisnici
- Grčka: grčke zračne snage su koristile dva posuđena Saab 340 AEW&C zrakoplova.[6]

## Tehničke karakteristike (Saab 340 AEW&C)
Izvori podataka: 
Osnovne karakteristike
- posada: 5
- dužina: 19,73 m
- raspon krila: 21,44 m
- visina: 6,97 m

Letne karakteristike
- ekonomska brzina: 525 km/h
- najveća visina leta: 7.600 m
- motor: 2× General Electric CT7-9B turbo-elisni motor

## Vidjeti također
- Embraer R-99